# Elephant (album)
Elephant – czwarty album amerykańskiego duetu The White Stripes, wydany w 2003 roku.
W 2003 album został sklasyfikowany na 390. miejscu listy 500 albumów wszech czasów magazynu Rolling Stone.

## Lista utworów
1. „Seven Nation Army” – 3:51
2. „Black Math” – 3:03
3. „There's No Home for You Here” – 3:43
4. „I Just Don't Know What to Do with Myself” (Burt Bacharach, Hal David) – 2:46
5. „In the Cold, Cold Night” – 2:58
6. „I Want to Be the Boy to Warm Your Mother's Heart” – 3:20
7. „You've Got Her in Your Pocket” – 3:39
8. „Ball and Biscuit” – 7:19
9. „The Hardest Button to Button” – 3:32
10. „Little Acorns” (Mort Crim, Jack White) – 4:09
11. „Hypnotize” – 1:48
12. „The Air Near My Fingers” – 3:40
13. „Girl, You Have No Faith in Medicine” – 3:17
14. „It's True That We Love One Another” – 2:42